# Peridea herculeana
Peridea herculeana är en fjärilsart som beskrevs av Thomas Joseph Witt 1972. Peridea herculeana ingår i släktet Peridea och familjen tandspinnare. Inga underarter finns listade i Catalogue of Life.